# Комерцијална банка Нил
Комерцијална банка Нил (енгл. Nile Commercial Bank) је једна од пет лиценцираних банака у Јужном Судану. Основана је 2003. године са седиштем у главном граду Џуби. Председник банке је Леонард Лого Малават. Бави се одобравањем кредита, инвестицијама и чувањем новца. Банка послује у неколико градова Јужног Судана, а између осталог у Малакалу, Румбеку и Ториту.